# 金指潔
金指 潔（かなざし きよし、1945年8月2日 - ）は、日本の経営者。第5代東急不動産代表取締役社長や、同社代表取締役会長、東急不動産ホールディングス代表取締役会長を歴任。現東急不動産ホールディングス取締役会長。東京都出身、早稲田大学卒。

## 略歴
- 1945年（昭和20年）8月 - 東京都生まれ
- 1968年（昭和43年） - 早稲田大学政治経済学部卒業、同年4月、東急不動産入社[1]
- 2019年（令和元年）11月 - 旭日重光章受章[2]